# Réka
Réka ist ein ungarischer Frauenname aus der Zeit der Landnahme. Der Name ist hunnischen Ursprungs und lautete ursprünglich Rika, abgeleitet vom türkischen Arikan. Er hat sich im Laufe der Zeit in Formen wie Kreka oder Rekam und schließlich in Réka gewandelt. Als Koseformen sind Réki und Rékus gebräuchlich.
Die erste namentlich bekannte Trägerin dieses Namens war eine von zahlreichen Legenden umwobene Ehefrau des Hunnenkönigs Attila. Sie war die Tochter des hunnischen Fürsten Keve. Der Sage nach liegt sie am Ufer des Rika-Baches in Felsőrákos (rumänisch: Racoşu de Sus) in Siebenbürgen (Rumänien) begraben.

## Namenstage
- 6. Februar
- 10. November

## Bekannte Namensträgerinnen
- Réka Albert (* 1972), Professorin für Physik und Biologie
- Réka Ertl, ungarische Zeichnerin
- Réka Farkasházy, ungarische Schauspielerin
- Réka Forika (Réka Ferencz, * 1989), rumänische Biathletin
- Réka Frigyesi, ungarische Handballspielerin
- Réka Király, ungarische Graphikdesignerin und Illustratorin
- Réka Király (* 2001), ungarische Handballspielerin
- Réka Krempf (* 1976), ungarische Boxerin
- Réka Molnár (* 1986), ungarische Fußballschiedsrichterin
- Reka Orsi Toth (* 1999), italienische Beachvolleyballspielerin
- Réka Szilvay (* 1972), finnisch-ungarische Geigerin
- Réka Varga (* 1977), ungarische Richterin